# Brasserie Elfique
La brasserie Elfique est une brasserie artisanale belge située à Aywaille en province de Liège.

## Histoire
Depuis 2005, la brasserie d'André Grolet, son créateur, brassait l'Elfique dans sa brasserie appelée initialement Au Grimoire des Légendes'. Elle se trouvait dans l'ancienne ferme familiale au cœur du petit village de Sur la Heid situé au-dessus de la Heid des Gattes dans la commune d'Aywaille. 
Depuis 2018, la brasserie s'est implantée le long du lit de la rivière sur la rive gauche de l’Amblève, au lieu-dit Raborive. En effet l'ancien site carrier de Raborive ou se situe actuellement la brasserie a été complètement rénové afin de pérenniser les activités de la brasserie.
Les bières originales de la brasserie sont reprises comme Belgian Beer of Wallonia, protection accordée par l'Agence wallonne pour la promotion d'une agriculture de qualité (APAQ-W).

## Bières
L'Elfique se décline actuellement en 7 variétés.
- Elfique Ambrée : Bière ambrée de 7 % volume, généreuse et douce, à l'arrière-goût frais. Légère amertume. Elle contient du malt d’orge et présente un dépôt qui ne nuit en rien à sa qualité. Robe de couleur ambrée qui par sa douceur rappelle le caramel. C'est la première bière qui a été brassée.

- Elfique Triple Brune : Bière brune triple refermentée et non filtrée artisanale de Belgique triple titrant 8 % volume. Elle a été élue meilleure Brune Wallonne dès sa sortie en 2016[4].

- Elfique IPA : Bière blonde avec amertume de type India Pale Ale titrant 6 % volume. Naturellement aromatisée au Lychee.
- Elfique Triple Blonde : Véritable Triple, titrée à 8% grâce à la forte quantité de Malt utilisée au brassage. Un seul Malt et un seul Houblon sont présents dans sa recette.
- Elfique Royal Cuberdon : Fruit du partenariat avec le Roi du Cuberdon, dernier producteur artisanal de Cuberdon en, Belgique. Commercialisée en 2020[5].

- Elfique Blanche : Bière blanche trouble comprenant 30% de malt de froment et titrant 5,5 % volume.
- Elfique Winter Solstice : Bière éphémère brassée à l'occasion des fêtes de Noël 2019. Base de Triple Brune à laquelle sont ajoutés des arômes de copeaux de chêne et de vanille lors de la garde.